# Fërgesë Tirane

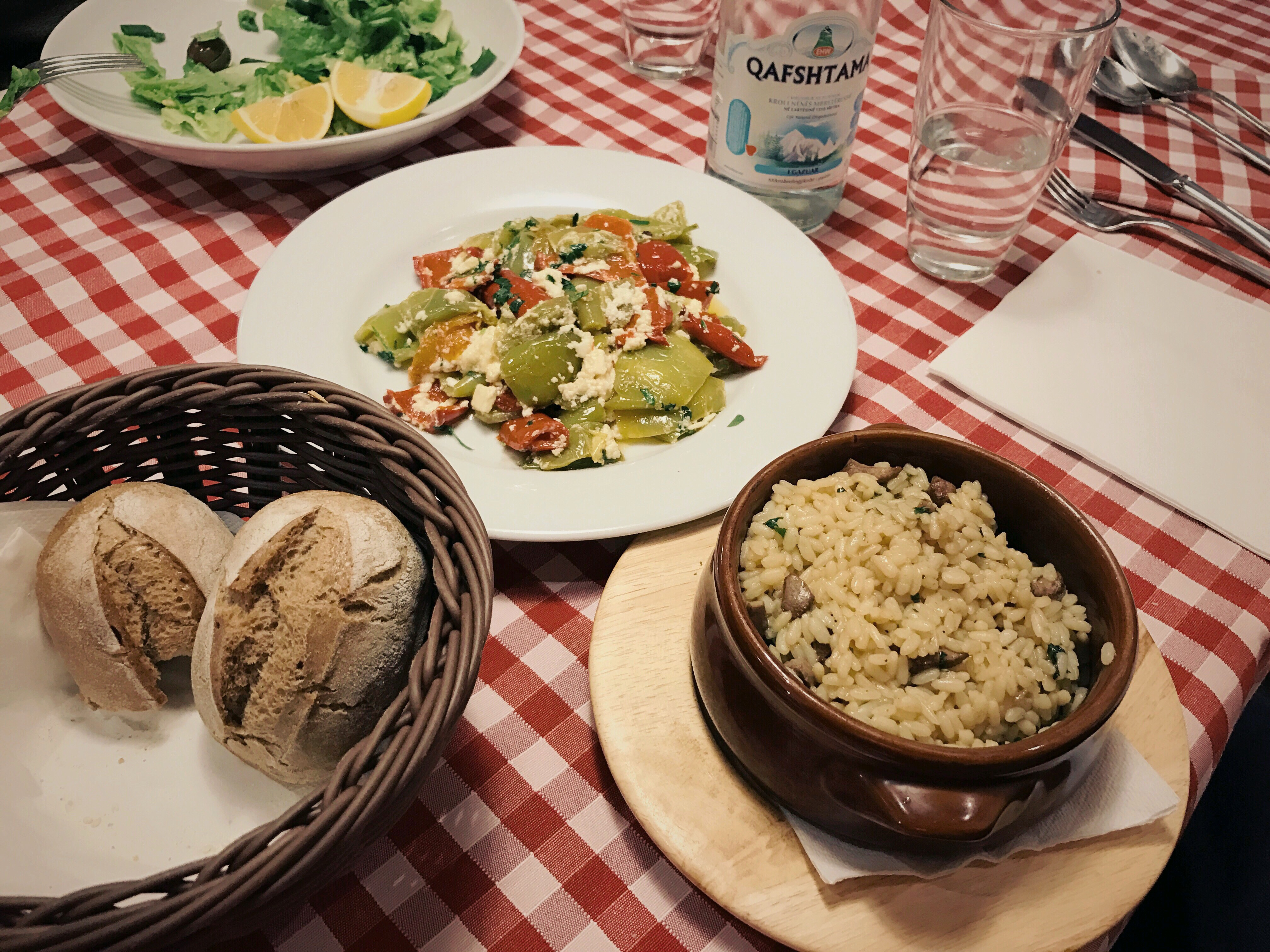
Fërgesë mit einem Teller Reis als Beilage

Fërgesë Tirane (albanisch für „Tirana-Auflauf“) ist eine aus der albanischen Hauptstadt Tirana stammende Hauptspeise, die aus Paprika, Tomaten und Salzlakenkäse besteht. Die zuerst gebratenen und gewürzten Zutaten werden in eine Auflaufform gebracht und gebacken.